# أنيفا
أنيفا (الروسية: Анива) هي إحدى مدن روسيا في الكيان الفدرالي الروسي ساخالين أوبلاست.